# Sony Xperia PRO
Sony Xperia PRO是一款由索尼行動生產的Android智慧型手機。它是美國、日本和歐洲獨有的，旨在作為視訊專業人士的手機，提供HDMI輸入和mmWave 5G連接。